# Sasuga Kiyokawa
Sasuga Kiyokawa (清川 流石 Kiyokawa Sasuga?), född 20 juli 1996 i Ehime prefektur, är en japansk fotbollsspelare.
Kiyokawa började sin karriär 2020 i Ehime FC.